# Рамананда
Рамана́нда або Сва́мі Рамана́нда (бл. 1400—1470) — вайшнавський святий, соціальний реформатор і видатний діяч руху бгакті. Вважається засновником Рамананді-сампрадаї. Приймав учнів із усіх каст. Найвідоміші з них: Дханна Бхагат, Кабір, Набхадас, Бхагат Піпа, Равідас, Бхагат Саїн та Тулсідас.

## Життєпис
Народився у Праязі. У ранній юності залишив батьківський будинок і, прийнявши санньясу, оселився у Варанасі, де зайнявся вивченням вед та філософії шрі-вайшнавізму Рамануджі. Закінчивши навчання, сам став гуру і почав приймати учнів. В учні він брав будь-кого, спілкуючись та приймаючи їжу з представниками всіх каст. Це призвело до конфлікту з ортодоксальними брахманами і спонукало Раманаду облишити шрі-вайшнавізм і започаткувати свою власну традицію, рамананді.
Вчення Рамананди було дуже близьким до шрі-вайшнавізму. Він відкинув заборону на трапезу з представниками нижчих каст і не дотримувався суворих правил, згідно з якими всі священні тексти слід було неодмінно вивчати на санскриті. Відкривши духовні громади в Агрі і Варанасі, Рамананда навчав своїх учнів на хінді, оскільки більшість із них були вихідцями з нижчих верств суспільства і не знали санскриту. Серед його найближчих 12 послідовників була одна жінка, шкіряник Равідас та мусульманин Кабір. Деякі історики, однак, вказують на відсутність згадок про Рамананда у творах Кабіра та Равідаса, що може свідчити про те, що насправді вони не були його учнями.